# 波氏革蟹蛛
波氏革蟹蛛（学名：Coriarachne potanini）为蟹蛛科革蟹蛛属的动物。在中国大陆，分布于内蒙古等地。该物种的模式产地在内蒙古。